# سیارک ۷۳۷۰۴
سیارک ۷۳۷۰۴ (به انگلیسی: 73704 Hladiuk، نامگذاری:1991TW15) هفتاد و سه هزار و هفتصد و چهارمین سیارک کشف شده‌است که در ۶ اکتبر ۱۹۹۱ کشف شد.